# 유엔 세계물개발보고서
유엔 세계물개발보고서(UN WWDR, United Nations World Water Development Report)는 세계 담수 자원에 대한 권위 있고 포괄적인 평가를 제공하는 글로벌 보고서이다. 이 보고서는 유네스코 세계물평가프로그램(WWAP, World Water Assessment Programme)이 매년 작성하며, UN-Water를 대표하여 유네스코가 발간한다.
보고서는 세계 각지의 물 자원이 어떻게 관리되고 있는지 분석하고, 지역별로 직면하고 있는 다양한 물 관련 도전 과제를 다루고 있다. 깨끗한 물과 위생에 대한 접근성과 같은 시급한 글로벌 물 문제는 물론, 에너지, 기후 변화, 농업, 도시 성장 등과 같은 교차 주제도 함께 조명한다. 또한 담수 자원을 보다 지속 가능하게 관리하기 위한 정책 권고안도 제시하고 있다.
보고서의 내용은 UN-Water를 구성하는 다양한 유엔 기구들의 협력을 통해 제작되며, 각국 정부, 국제기구, 비정부기구, 기타 이해관계자들의 기여도 포함된다.
2003년부터 2012년까지 UN WWDR은 3년 주기로 발간되는 종합 보고서 형태로 제작되었다. 그러나 2014년부터는 매년 발간되는 연차 보고서로 전환되었으며, 해마다 특정 전략적 물 이슈를 주제로 삼는 방식으로 변화하였다. 2012년에 발간된 제4차 보고서부터는 유네스코의 우선 과제에 부합하기 위해 젠더 관점을 도입하여, 물 관리에서 젠더 이슈의 중요성을 다루는 장이나 단락을 포함하고 있다.
아래 표는 2003년부터 2025년까지 UN WWDR에서 다루어진 주요 주제이다.
| 구분 | 연도 | 보고서                         | 보고서                                                                     |
| 1    | 2025 |                                | 거대한 물 저장고, 산과 빙하 Mountains and glaciers: Water towers           |
| 2    | 2024 | Water for Prosperity and Peace | 번영과 평화를 위한 물 Water for Prosperity and Peace                       |
| 3    | 2023 |                                | 물을 위한 파트너십과 협력 Partnerships and cooperation for water           |
| 4    | 2022 |                                | 지하수, 보이지 않는 것을 보이게 Groundwater: Making the invisible visible  |
| 5    | 2021 |                                | 물의 가치 평가 Valuing Water                                               |
| 6    | 2020 |                                | 물과 기후변화 Water and Climate Change                                     |
| 7    | 2019 |                                | 누구도 소외되지 않는 사회 Leaving no one behind                            |
| 8    | 2018 |                                | 자연기반 물 문제 해결 방안 Nature-based Solutions for Water                |
| 9    | 2017 |                                | 하∙폐수 미개발 자원 Wastewater: An untapped resource                       |
| 10   | 2016 |                                | 물과 일자리 Water and Jobs                                                 |
| 11   | 2015 |                                | 지속 가능한 세계를 위한 물 Water for a sustainable world                   |
| 12   | 2014 |                                | 물과 에너지 Water and Energy                                               |
| 13   | 2012 |                                | 불확실성과 리스크에 따른 물 관리 Managing Water under Uncertainty and Risk |
| 14   | 2009 |                                | 끊임없이 변하는 세계와 물 Water in a Changing World                        |
| 15   | 2006 |                                | 물은 우리 모두의 책임이다 Water, a Shared Responsibility                   |
| 16   | 2003 |                                | 사람과 생명을 위한 물 Water for People, Water for Life                     |

## 배경
1998년 제6차 지속가능발전위원회(CSD) 회의에서는 전 세계 담수 자원에 대한 정기적이고 종합적인 평가의 필요성이 공식적으로 제기되었다. 이에 대응하여 유네스코는 세계물평가프로그램(WWAP, World Water Assessment Programme)을 설립하였으며, 당시 ACC 수자원 실무위원회(현 UN-Water)로 알려진 기구의 회원 기관들과 협력하여 세계물개발보고서(WWDR, World Water Development Report)를 발간하기 시작하였다.
초기 보고서는 3년 주기로 발간되었으며, 전 세계 담수 자원의 상태에 대한 종합적인 분석과 함께 물 관련 새천년개발목표(MDGs) 이행 상황을 추적하는 데 중점을 두었다.
이후 전 지구적 물 문제의 복잡성과 시급성이 점차 커짐에 따라, 보다 빈번하고 시의성 있는 정보 제공의 필요성이 제기되었고, 이에 따라 2014년부터 세계물개발보고서는 매년 발간되는 연차 보고서 형식으로 전환되었다. 현재 보고서는 매년 하나의 전략적 주제에 초점을 맞춰, 변화하는 물 환경과 그에 따른 도전 과제에 대응하고 있다.

## 목적
세계물평가프로그램(WWAP)의 전반적인 목표는 “물 자원의 개발과 관리에 있어 다양한 분야를 아우르며, 정책 수립에 활용할 수 있는 시의적절하고 신뢰할 수 있는 정보를 보다 폭넓게 제공해 달라는 유엔 회원국 및 국제사회의 높아지는 요구에 부응하는 것”이며, 특히 세계물개발보고서(WWDR) 발간을 통해 이를 실현하는 데 중점을 두고 있다.
WWAP는 세계물개발보고서와 그에 수반되는 활동을 통해, 물 관리자와 정책 및 의사결정자들이 지속가능한 물 정책을 수립하고 실행하는 데 필요한 지식과 도구, 실질적인 역량을 갖출 수 있도록 지원하는 것을 지향하고 있다.

## 보고서

### 2025: 거대한 물 저장고, 산과 빙하 (Mountains and glaciers: Water towers)
2025년 3월 21일, 제16차 세계물개발보고서인 「거대한 물 저장고, 산과 빙하」가 유네스코 파리 본부와 뉴욕 유엔 본부에서 동시에 발표되었다. 이 보고서는 ‘세계 빙하의 날’과 ‘세계 물의 날’을 기념하여 발간되었으며, 산악 지역과 빙하가 지구의 담수 공급에 있어 핵심적인 ‘물 저장고(급수탑)’ 역할을 수행하고 있음을 강조하고 있다.
보고서는 기후변화의 가속화로 인한 빙권(cryosphere)의 변화, 특히 빙하의 급속한 후퇴, 눈 덮임의 감소, 영구동토층의 해동이 초래하는 영향에 주목한다. 이러한 변화는 전 세계 물 안보, 생태계의 안정성, 그리고 산악 지역 수자원에 의존하는 공동체의 생계를 심각하게 위협하고 있다.
이에 따라 보고서는 기후 대응의 시급성, 관측 및 모니터링 체계의 강화, 국제적 협력 확대의 필요성을 강조하며, 변화하는 산악 빙권에 대응하기 위한 적응 전략과 지속가능한 물 관리 정책의 수립을 촉구하고 있다.
또한 본 보고서는 정책결정자와 이해관계자들이 물의 지속가능한 이용과 접근성을 확보할 수 있도록 포괄적인 데이터와 분석을 제공하고 있으며, 이는 지속가능발전목표 6번(SDG 6)의 이행과도 밀접하게 연결되어 있다.

#### EXTERNAL LINKS
- Full report
- Executive Summary (한국어)
- Facts, figures and action examples

### 2024: 번영과 평화를 위한 물(Water for Prosperity and Peace)
2024년 3월 22일, 제15차 세계물개발보고서인 「번영과 평화를 위한 물」이 유네스코 파리 본부에서 열린 세계 물의 날 기념행사에서 발표되었다. 이 보고서는 안전한 식수와 위생이 인간의 존엄성과 건강한 삶을 위한 기본적인 인권임을 강조하고 있다.
보고서는 지속가능하고 공정한 물 관리가 평화와 번영을 촉진할 수 있는 중요한 수단임을 제시하며, 특히 취약한 지역에서 농업을 지원하고 지역사회의 안정을 도모하며, 재해 위험 경감과 이주 관리에 기여할 수 있음을 설명한다. 반대로, 물 부족, 오염, 접근성 부족과 같은 문제는 식량 불안, 생계 상실, 잠재적 갈등으로 이어질 수 있다고 경고하고 있다.
2024년 보고서는 물의 역할이 사람들을 하나로 모으고, 평화, 지속가능발전, 기후 행동, 지역 통합을 촉진하는 데 있어 얼마나 중요한지를 강조한다. 또한 효과적인 물 관리가 전 세계적 번영과 안정 달성의 핵심 요소임을 보여주며, 이는 모든 사람을 위한 물과 위생 보장을 목표로 하는 지속가능발전목표 6번(SDG 6)의 이행과 직결되어 있다.

#### EXTERNAL LINKS
- Full report
- Executive Summary (한국어)
- Facts, figures and action examples

### 2023: 물을 위한 파트너십과 협력(Partnerships and Cooperation for Water)
제14차 세계물개발보고서 「물을 위한 파트너십과 협력」은 2023년 3월, 미국 뉴욕에서 개최된 유엔 2023 물 회의 개막일에 맞춰 발표되었다. 이 보고서는 지속가능발전목표 6번(SDG 6)의 달성과 모든 사람의 물과 위생에 대한 인권 실현을 위해, 협력과 파트너십이 수행하는 중추적인 역할을 강조하고 있다.
보고서는 SDG 6의 이행이 현재 매우 더디게 진행되고 있음을 지적하며, 이를 극복하기 위해서는 농업, 환경, 주거 및 생활 환경, 산업, 보건, 기후변화 등 다양한 분야에 걸친 조율된 대응과 조속한 실행이 필수적이라고 밝히고 있다. 이와 관련하여, 보고서는 SDG 6 글로벌 가속화 프레임워크에서 제시한 다섯 가지 촉진 요소—역량 개발, 데이터 및 정보, 혁신, 재원 조달, 거버넌스—를 중심으로, 정책결정자들이 실행력을 높이고 노력을 확산할 수 있도록 구체적인 권고를 제시하고 있다.
이 보고서의 주제는 ‘협력을 위한 물(Water for Cooperation)’이라는 이름으로 1977년 이후 처음 열린 유엔 차원의 주요 물 관련 회의인 유엔 2023 물 회의의 다섯 개 상호작용 대화 세션 중 하나에 주요 논의 자료로 활용되었다.

#### EXTERNAL LINKS
- Full report
- Executive Summary (한국어)
- Facts and Figures

### 2022: 지하수, 보이지 않는 것을 보이게 (Groundwater: Making the invisible visible)
제13차 세계물개발보고서인 「지하수, 보이지 않는 것을 보이게」는 2022년 3월, 세네갈 다카르에서 개최된 세계 물 포럼(World Water Forum) 개막식에서 발표되었다. 이 보고서는 지구상의 액체 담수 가운데 약 99%를 차지하는 지하수가 수행하는 중요한 역할에 초점을 맞추고 있다.
보고서는 지하수가 특히 농촌 지역의 식수 공급에 필수적이며, 전 세계적으로 관개용수의 약 25%를 제공하는 등 농업 부문에서도 핵심적인 자원임을 강조한다. 그러나 그 중요성에도 불구하고 지하수는 종종 과소평가되거나 적절히 관리되지 않고 있으며, 빈곤 완화, 식량 및 물 안보, 경제 발전, 기후 회복력 강화를 위해 보다 나은 이해와 지속가능한 관리가 필요하다고 지적한다.
또한 보고서는 이 ‘보이지 않는’ 자원을 ‘보이게’ 만들기 위한 공동의 노력을 촉구하며, 지하수의 지속가능한 이용과 보호가 미래 세대를 위해 반드시 보장되어야 한다고 강조하고 있다.

#### EXTERNAL LINKS
- Full report
- Executive Summary (한국어)
- Facts and Figures

### 2021: 물의 가치 평가 (Valuing Water)
제12차 세계물개발보고서 「물의 가치 평가」는 2021년 3월, 유엔 세계 물의 날 기념행사에서 발표되었다. 이 보고서는 물의 다양한 가치를 인식하고 이를 정책과 의사결정 과정에 통합하는 것이 왜 중요한지를 강조한다.
이 보고서는 지속가능하고 형평성 있는 물 자원 관리를 실현하고, 나아가 지속가능발전목표(SDGs)를 달성하기 위해서는 물의 적절한 가치 평가가 필수적이라고 설명한다. 물은 일상적인 생활용수에서부터 경제 활동, 문화적·생태적 중요성에 이르기까지 다양한 방식으로 활용되기 때문에, 그 가치를 일관되게 평가하는 데에는 본질적인 어려움이 따른다고 지적한다.
이 보고서는 물의 가치를 다섯 가지 관점—수원과 생태계, 기반시설, 서비스, 경제 및 생산 요소, 사회문화적 측면—으로 구분하여 설명한다. 또한, 이러한 다양한 가치를 조화롭게 반영하기 위해 포용적이고 통합적인 접근 방식, 거버넌스 개선, 정책 및 계획 수립을 위한 정보 제공의 필요성을 강조하며, 아울러 지식, 연구, 역량 강화 측면의 격차를 해소하는 것 또한 중요한 과제로 제시한다.

#### EXTERNAL LINKS
- Full report
- Executive Summary (한국어)
- Facts and Figures

### 2020: 물과 기후 변화(Water and Climate Change)
제11차 유엔 세계물개발보고서 「물과 기후 변화」는 2020년 3월, 세계 물의 날을 맞아 발표되었다. 이 보고서는 물 관리와 기후 변화 간의 긴밀한 상호작용을 주요 주제로 다루고 있다.
기후 변화가 물의 가용성, 수질, 수량에 미치는 영향을 강조하면서, 그 결과 기본적인 인권이 위협받고, 지속가능발전목표(SDGs) 달성에도 심각한 차질이 발생할 수 있음을 경고한다.
또한, 물 관리를 기후 전략에 통합할 경우, 기후 변화에 대한 적응과 온실가스 감축이라는 이중의 효과를 동시에 거둘 수 있음을 강조한다. 나아가, 물 관리 개선을 중심에 둔 포괄적 접근을 통해 회복력을 높이고, 물 안보를 확보하며, 기후로 인한 위험 요소에 효과적으로 대응할 수 있는 방안을 제시한다.

#### EXTERNAL LINKS
- Full report
- Executive Summary (한국어)
- Facts and Figures

### 2019: 누구도 소외되지 않는 사회 (Leaving no one behind)
제10차 유엔 세계물개발보고서 「누구도 소외되지 않는 사회」는 2019년 3월, 스위스 제네바에서 열린 세계 물의 날 기념행사에서 발표되었다. 이 보고서는 사회적·경제적 불평등을 해소하기 위해 물 자원 관리와 물 및 위생 서비스에 대한 접근성을 개선하는 것이 필수적임을 강조한다.
세계적으로 물 수요는 지속적으로 증가하고 있으며, 2050년까지 20~30% 증가할 것으로 예측되어 물 스트레스와 부족 현상이 더욱 심화될 것으로 전망된다.
보고서는 안전한 식수와 위생이 건강과 존엄, 그리고 공정한 사회경제적 발전을 위한 기본적인 인권임을 분명히 하며, 이는 2030 지속가능발전의제의 핵심 원칙인 '누구도 소외되지 않도록 한다'는 목표와도 긴밀히 연결되어 있음을 설명한다. 특히, 가장 취약한 계층을 우선 고려함으로써, 물과 위생 서비스에 대한 차별 없는 보편적 접근을 실현해야 한다고 강조한다.

#### EXTERNAL LINKS
- Full report
- Executive Summary (한국어)
- Facts and Figures

### 2018: 자연기반 물 문제 해결 방안 (Nature-based Solutions for Water)
제9차 유엔 세계물개발보고서 「자연기반 물 문제 해결 방안」은 2018년 3월, 브라질 브라질리아에서 개최된 세계 물 포럼(World Water Forum)에서 발표되었다. 이 보고서는 인구 증가, 경제 성장, 소비 양상의 변화로 인해 전 세계 물 수요가 지속적으로 증가하고 있으며, 특히 개발도상국에서 산업 및 가정용 수요가 크게 늘어날 것으로 전망된다고 밝히고 있다.
아울러 기후 변화는 전 지구적 물 순환을 더욱 불안정하게 만들고 있으며, 강수와 가뭄 등 극단적인 수문 현상의 강도와 빈도를 높이고 있다. 이러한 배경 속에서 이 보고서는 자연기반 해결 방안(Nature-based Solutions, NBS)을 물 문제 해결의 핵심 전략으로 제시한다. 자연 생태계의 기능과 과정을 활용해 물의 가용성을 증대하고, 수질을 개선하며, 물 관련 재해와 기후 변화로 인한 위험을 완화하는 방안으로서의 가능성을 강조한다.
또한, 자연기반 해결 방안을 기존의 회색 인프라(grey infrastructure)와 통합적으로 활용할 필요가 있으며, 이 두 접근 방식을 병행함으로써 물 관리의 효과성과 비용 효율성을 극대화할 수 있다고 제안한다.

#### EXTERNAL LINKS
- Full report
- Executive Summary (한국어)

### 2017: 하∙폐수 미개발 자원 (Wastewater: An untapped resource)
제8차 유엔 세계물개발보고서 「하·폐수 미개발 자원」은 2017년 3월 22일, 남아프리카공화국 더반에서 열린 세계 물의 날 기념행사에서 발표되었다. 이 보고서는 하·폐수 관리 개선이 지속가능발전 달성에 필수적이며, 사회적·환경적·경제적 이익을 창출할 수 있다는 점을 강조한다.
순환경제의 관점에서 하·폐수는 아직 충분히 활용되지 않은 잠재적 자원으로 부각되고 있으며, 경제 발전과 더불어 천연자원의 보호와 환경 지속가능성을 동시에 달성하는 데 기여할 수 있다.
그러나 전 세계적으로 많은 하·폐수가 여전히 수거되거나 처리되지 않은 채 환경에 그대로 배출되고 있으며, 박테리아, 질산염, 인산염, 유기용제 등으로 오염된 물이 하천과 호수를 거쳐 바다로 흘러들어가면서 환경과 공중보건에 악영향을 미치고 있다.
또한 이 보고서는 향후 폐수 처리 수요가 특히 인구가 급속히 증가하고 있는 개발도상국의 도시 지역을 중심으로 크게 증가할 것으로 내다보고 있다.

#### EXTERNAL LINKS
- Full report
- Executive Summary (한국어)
- Facts and Figures

### 2016: 물과 일자리 (Water and Jobs)
제7차 유엔 세계물개발보고서 「물과 일자리」는 2016년 3월 22일, 세계 물의 날을 맞아 스위스 제네바에서 발표되었다. 이 보고서는 전 세계 노동 인구 약 32억 명 가운데 약 4분의 3이 물과 물 관련 서비스에 중간 혹은 높은 수준으로 의존하고 있음을 보여준다.
물은 직접적으로는 상수도, 기반시설, 하·폐수 처리 등 물 관리 분야, 그리고 농업, 어업, 에너지, 산업, 보건 등 물 사용 의존도가 높은 경제 부문에서의 고용 창출에 있어 핵심적인 자원이다.
안전한 식수와 위생 서비스에 대한 원활한 접근은 건강하고 교육받은 인력을 형성하는 데 기여하며, 이는 지속적인 경제 성장을 가능하게 하는 핵심 요소 중 하나이다. 이 보고서는 물에 대한 접근성이 경제에 미치는 영향을 분석하면서, 물 분야에 대한 투자가 경제 성장과 긍정적인 상관관계를 가진다는 다수의 연구 결과를 인용하고 있다. 또한, 녹색경제로의 전환 과정에서도 물이 핵심적인 자원으로 작용함을 강조한다.

#### EXTERNAL LINKS
- Full report
- Executive Summary

### 2015: 지속 가능한 세계를 위한 물 (Water for a sustainable world)
제6차 유엔 세계물개발보고서 「지속가능한 세계를 위한 물」은 2015년 3월 20일, 인도 뉴델리에서 열린 공식 세계 물의 날 기념행사에서 발표되었다. 이 보고서는 물 자원과 그로부터 제공되는 다양한 서비스가 경제 성장, 빈곤 감소, 환경 지속가능성의 기반이 된다는 점을 강조한다.
물은 식량 및 에너지 안보부터 인간과 환경의 건강에 이르기까지 사회 전반의 복지 향상에 기여하며, 수십억 인구의 생계에 직·간접적인 영향을 미친다. 또한 이 보고서는 물의 모든 형태가 그 가치에 맞게 적절히 평가되어야 하며, 폐수 또한 에너지, 영양분, 재이용 가능한 담수 자원으로 간주되어야 한다고 강조한다.
인간이 거주하는 지역은 자연적인 물 순환과 이를 뒷받침하는 생태계와 조화를 이루며 발전해야 하며, 물 관련 재해에 대한 취약성을 줄이고 회복력을 높이기 위한 다양한 조치가 마련되어야 한다. 나아가 물 자원의 개발, 관리 및 이용에 있어 통합적인 접근은 물론, 인권 기반 접근 방식 역시 기본 원칙으로 자리 잡아야 한다.

#### EXTERNAL LINKS
- Full report
- Addressing the challenges: case studies and indicators

### 2014: 물과 에너지 (Water and Energy)
제5차 유엔 세계물개발보고서 「물과 에너지」는 2014년 3월, 일본 도쿄에서 개최된 세계 물의 날 기념행사에서 발표되었다. 이 보고서는 UN-Water와 UN-Energy 간의 협력으로 제작된 첫 번째 연례 평가 보고서이다.
물과 에너지는 서로 깊이 연결되어 있으며, 상호 의존적인 관계를 형성하고 있다. 에너지 부문은 농업, 제조업, 상수도, 위생 등 다른 주요 물 사용 분야와 자원을 두고 경쟁하게 되며, 한 분야에서의 결정이나 조치가 다른 분야에 긍정적이거나 부정적인 영향을 줄 수 있다. 따라서, 상충되는 이해관계를 조정하고, 두 자원 간의 시너지를 극대화할 수 있는 전략이 필요하다.
물과 에너지는 빈곤 감소에도 중요한 영향을 미친다. 직접적으로는 여러 새천년개발목표(MDGs)가 물, 위생, 전기 및 에너지 접근성 향상과 밀접하게 연관되어 있으며, 간접적으로는 물과 에너지의 제약이 경제 성장을 저해함으로써, 광범위한 빈곤 완화를 위한 기회를 제한할 수 있기 때문이다.

#### EXTERNAL LINKS
- Full report

### 2012: 불확실성과 리스크에 따른 물 관리 (Managing Water under Uncertainty and Risk)
제4차 유엔 세계물개발보고서 「불확실성과 리스크에 따른 물 관리」는 2012년 3월, 프랑스 마르세유에서 개최된 제6차 세계 물 포럼(World Water Forum)에서 발표되었다.
이 보고서는 전 세계 담수 자원을 폭넓게 검토하면서, 물이 개발의 모든 측면을 뒷받침하는 핵심 요소임을 강조한다. 효율적인 물 관리와 자원 배분을 위해서는 부문 간 협력과 통합적인 접근이 필수적이며, 지속가능발전의 다양한 목표를 실현하기 위해 물이 정책 결정 전반에 본질적으로 통합되어야 한다고 제안한다.
또한, 처음으로 성 주류화(gender mainstreaming) 분석이 전체적으로 적용되어, 성평등과 사회적 형평성 문제를 보다 체계적이고 일관되게 다루었다. 물과 젠더 이슈를 집중 조명한 별도의 장도 새롭게 포함되었다.

#### EXTERNAL LINKS
- Full report (한국어)
- Executive Summary
- Key messages

### 2009: 끊임없이 변하는 세계와 물 (Water in a Changing World)
제3차 유엔 세계물개발보고서 「끊임없이 변하는 세계와 물」은 2009년, 튀르키예 이스탄불에서 열린 제5차 세계 물 포럼(World Water Forum)에서 발표되었다. 이 보고서는 앞선 두 차례의 보고서를 포함한 기존 연구들을 기반으로 하면서도, 몇 가지 중요한 변화점을 담고 있다. 기존 보고서들이 유엔 기관들의 구조와 원칙에 따라 구성되었던 것과 달리, 보다 전체론적(holistic) 접근 방식을 바탕으로 새롭게 구성되었다.
이 보고서에서는 새천년개발목표(MDGs), 지하수, 생물다양성, 물과 이주, 물과 인프라, 바이오연료 등 다양한 주제를 다루고 있다. 또한, 인구 구조, 기후 변화, 세계 경제, 사회적 가치의 변화, 기술 혁신, 법 제도, 금융 시장 등 외부 요인이 물 분야에 미치는 영향을 조명하며, 이러한 요인들은 예측하기 어렵지만 물 관리 의사결정에 상당한 영향을 미칠 수 있다는 점을 강조한다.

#### EXTERNAL LINKS
- Full report (한국어)
- Facts and Figures

### 2006: 물은 우리 모두의 책임이다 (Water, a Shared Responsibility)
제2차 유엔 세계물개발보고서 「물은 우리 모두의 책임이다」는 2006년, 멕시코 멕시코시티에서 개최된 제4차 세계 물 포럼(World Water Forum)에서 발표되었다. 이 보고서는 전 세계 대부분의 지역과 국가를 포괄하는 담수 자원의 현황을 종합적으로 제시하고 있으며, 새천년개발목표(MDGs)의 물 관련 목표 이행 상황을 추적하고, 인구 증가와 도시화, 생태계 변화, 식량 생산, 보건, 산업 및 에너지, 위험 관리, 물의 가치와 비용, 지식 및 역량 강화 등 다양한 이슈를 폭넓게 다루고 있다.
또한, 16개의 사례연구를 통해 각기 다른 수자원 문제를 조명하고, 물 위기의 다양한 양상과 이에 대한 대응 전략에 대해 귀중한 통찰을 제공한다. 이 보고서는 앞으로의 행동을 이끌기 위한 주요 발견과 권고사항을 제시하며, 지속가능한 물 이용, 생산성 향상, 수자원 관리의 필요성을 강조하고 있다.

#### EXTERNAL LINKS
- Full report (한국어)
- Executive Summary

### 2003: 사람과 생명을 위한 물 (Water for People, Water for Life)
제1차 유엔 세계물개발보고서 「사람과 생명을 위한 물」은 2003년, 일본 교토에서 개최된 제3차 세계 물 포럼(World Water Forum)에서 발표되었다. 이 보고서는 전 세계적인 물 위기의 실태를 평가하고, 다음의 11개 주요 과제 영역에 대한 이행 수준을 점검한다: 도시와 물, 식량 공급 확보, 물과 에너지, 청정 산업, 기본적 수요 충족, 생태계 보호, 수자원 공유, 물의 가치 평가, 건전한 물 거버넌스, 지식 기반 확보, 위험 관리
리우 정상회의(1992) 이후의 진전 상황을 중심으로, 효과적인 평가 방법론 개발에 중점을 두고 있으며, 물의 지속가능한 관리를 위해 정책, 법 제도, 사회 프로그램, 경제적 접근, 관리 전략 등 다양한 요소들을 통합적으로 검토한다. 이와 함께, 서로 다른 사회·경제·환경적 배경을 지닌 7개 유역을 선정해 시범 사례연구를 수행하고, 지역별 특성을 반영한 물 관리 방식에 대한 실제적 통찰을 제시한다.

#### EXTERNAL LINKS
- Full report (한국어)
- Executive Summary